# Yvette Nicole Brown
Pour les articles homonymes, voir Brown.
Yvette Nicole Brown est une actrice américaine, née le 12 août 1971 à East Cleveland (Ohio). Elle joue dans de nombreuses publicités, séries télévisées et films pendant sa carrière. 
Elle est principalement connue pour son rôle de Shirley Bennett dans la série Community, diffusée entre 2009 et 2015 sur la chaîne américaine NBC.

## Biographie

### Formation et débuts (années 2000)
Yvette Nicole Brown suit deux cours de théâtre, un à l'université d'Akron où elle est diplômée et l'autre à Hollywood. Elle apparaît dans le clip vidéo 1-4-All-4-1 du groupe East Coast Family pour Biv10 Records, mais affirme par la suite que même si elle a aimé cette expérience, la musique n'a jamais été faite pour elle.
Elle joue d'abord dans des publicités avant d'entrer en 2000 dans les séries télévisées et dans les films quelques années plus tard.
Elle enchaîne d'abord les comédies La Guerre à la maison, Malcolm  et Phénomène Raven. À partir de 2004, elle décroche deux rôles récurrents :  la série jeunesse Drake et Josh de la chaîne Nickelodeon ; puis elle est au casting de la sitcom The Big House, portée par Kevin Hart.
Entre 2006 et 2008, elle parvient aussi à faire des apparitions dans un registre dramatique : la série médicale House, la série adolescentes Privileged, mais encore le film Dreamgirls.

### Percée télévisuelle (années 2010)

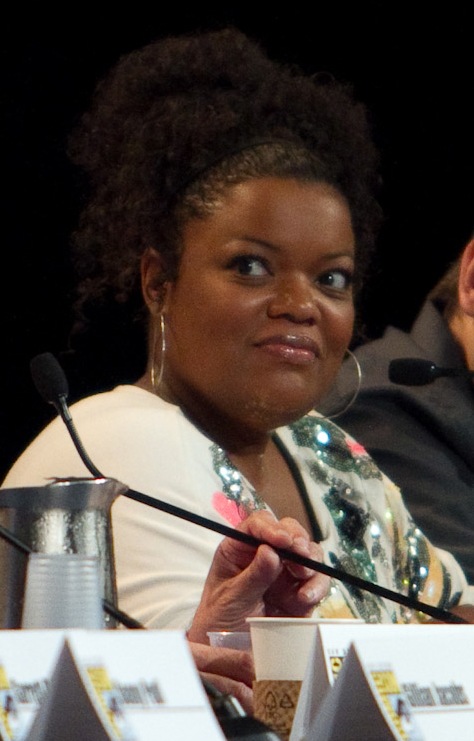
Yvette Nicole Brown au Comic-Con de San Diego en 2010, pour la saison 2 de Community.

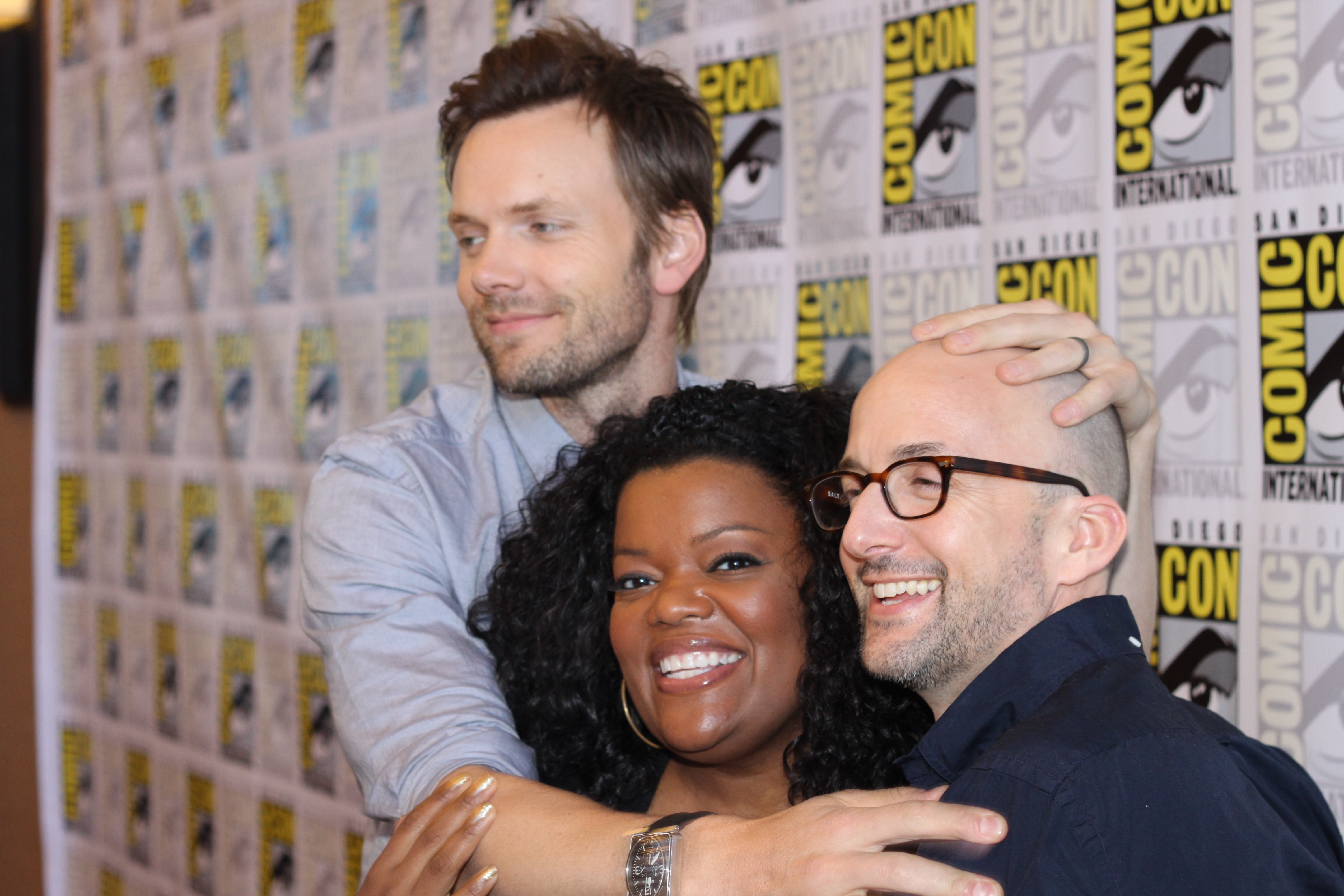
Brown au Comic-Con 2011 pour la saison 3, aux côtés de ses partenaires Jim Rash et Joel McHale.

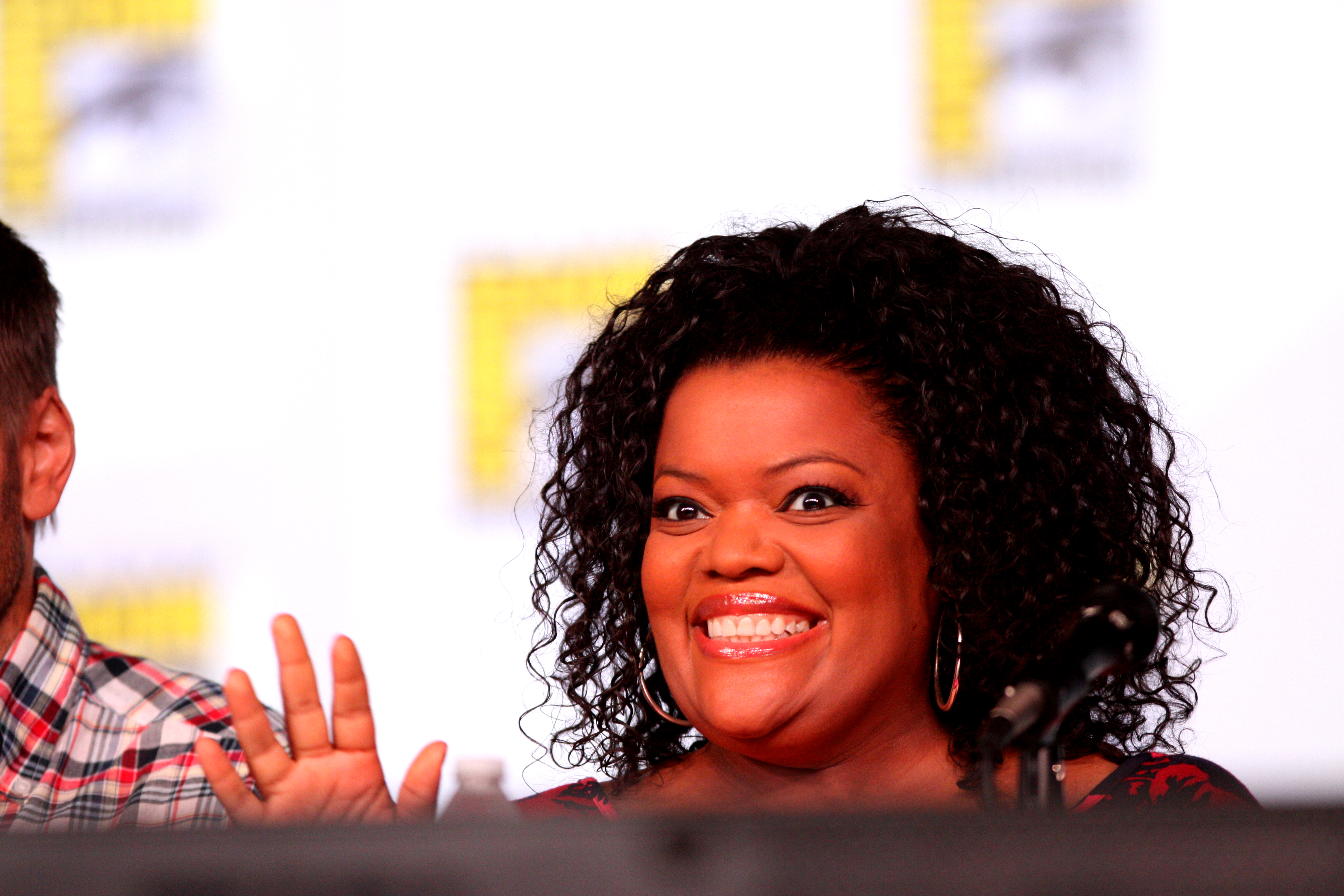
Brown au Comic-Con 2012, pour la saison 4.

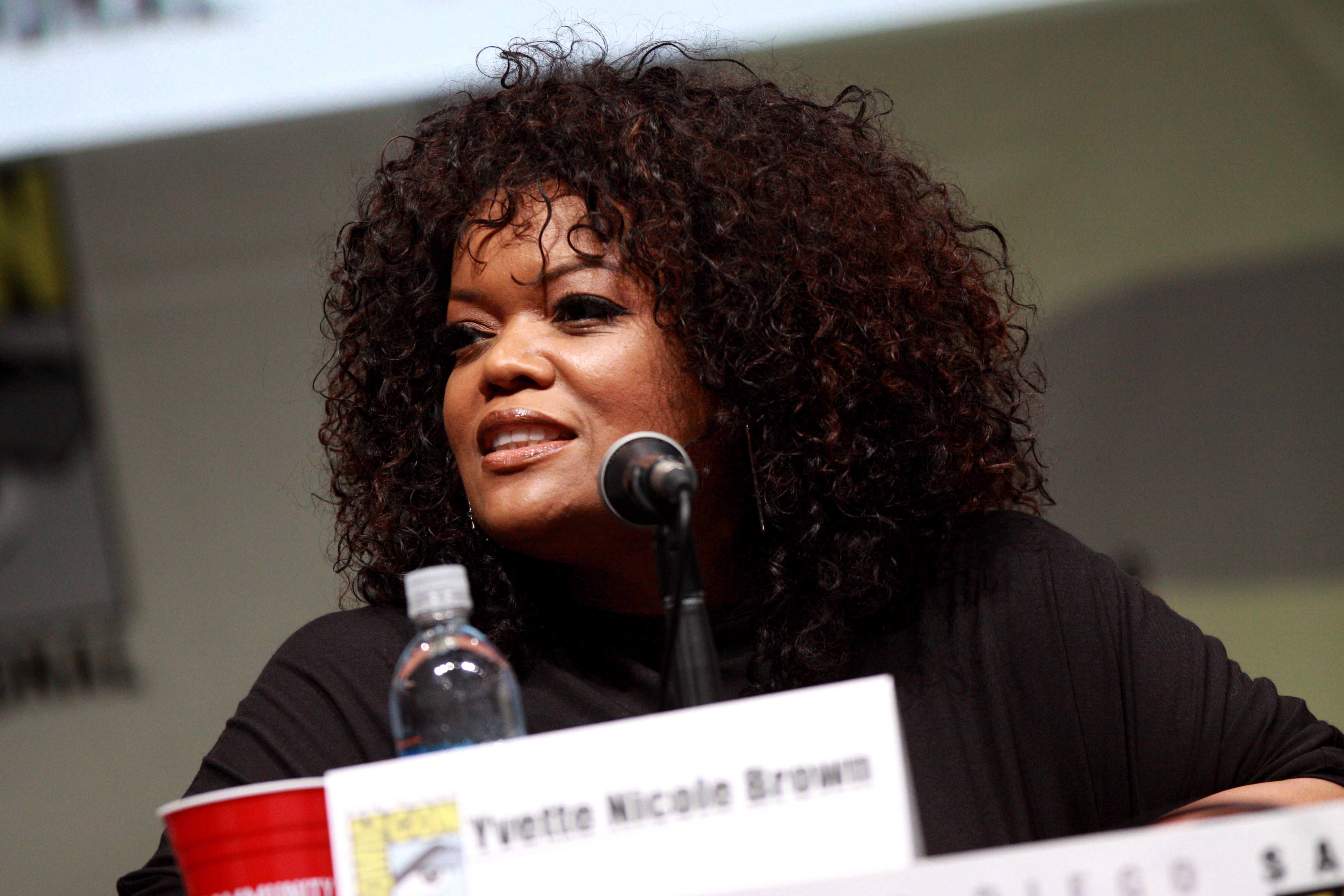
Brown au Comic-Con 2013, cette fois pour la saison 5.

En 2009, elle devient une révélation : l'actrice est au casting de la nouvelle série Community. La série est acclamée par la critique, à défaut de récolter de bonnes audiences.
La même année, sortent d'autres projets, notamment au cinéma : (500) jours ensemble , Palace pour chiens, L'Abominable Vérité. 
Parallèlement à la série, elle continue les petits rôles : en 2010, elle tient un second rôle dans le film d'action Repo Men. Puis en 2011, elle reprend son rôle de Helen dans la deuxième saison de l'épisode de Victorious intitulé Helen Back Again. Elle fait aussi un caméo dans la série comique d'action Chuck. En 2013, elle apparaît dans le blockbuster pour jeunes Percy Jackson : La Mer des monstres.
Entre 2010 et 2013, elle fait aussi la voix de Cookie dans le dessin-animé Les Pitous (Pound Puppies). Elle joue aussi dans des publicités pour Hamburger Helper, Big Lots, Pine-Sol, Comcast, Aquapod, Shout, Fiber One, les yaourts Yoplait, les pizzas DiGiorno, Dairy Queen et Time Warner.
En 2014, elle quitte Community au bout de sa cinquième saison, pour raisons personnelles. Elle préfère prendre un petit rôle dans une nouvelle série, The Odd Couple, avec Matthew Perry. La sitcom s'arrête au bout de trois saisons, en 2017.
Elle enchaîne aussitôt avec une nouvelle série, The Mayor, aux côtés de Lea Michele et Brandon Micheal Hall. La série est cependant un échec et s'arrête au bout d'une courte saison de 13 épisodes.

## Engagement politique
Lors des primaires présidentielles du Parti démocrate de 2020, Yvette Nicole Brown soutient publiquement la sénatrice Elizabeth Warren. En amont de l'élection présidentielle de 2020, elle soutient Joe Biden,.

## Filmographie sélective

### Cinéma
- 2000 : His Woman, His Wife
- 2003 : 180 Miles Away
- 2004 : Les Ex de mon mec : assistante de production
- 2005 : The Island : infirmière
- 2005 : The Kid and I : Bunny
- 2006 : Dreamgirls : la secrétaire de Curtis
- 2007 : Ma voisine du dessous : l'infirmière
- 2008 : Appelez-moi Dave : Old Navy Saleswoman
- 2008 : Tonnerre sous les tropiques : l'assistante de Peck
- 2008 : Merry Christmas, Drake and Josh : Helen
- 2009 : (500) jours ensemble : la nouvelle secrétaire
- 2009 : Palace pour chiens : Mme Camwell
- 2009 : L'Abominable Vérité : Dori
- 2010 : Repo Men : Rhodesia
- 2013 : Percy Jackson : La Mer des monstres : Fate
- 2015 : Gus, petit oiseau, grand voyage de Christian De Vita : Ladybug (voix)
- 2016 : DC Super Hero Girls : Héroïne de l'année : Principale Amanda Waller
- 2017 : DC Super Hero Girls : Jeux intergalactiques : Principale Amanda Waller
- 2017 : Lego DC Super Hero Girls : Rêve ou Réalité : Principale Amanda Waller
- 2018 : Lego DC Super Hero Girls : Le Collège des super-méchants : Principale Amanda Waller (voix)
- 2018 : DC Super Hero Girls : Les Légendes de l'Atlantide : Principale Amanda Waller (voix)
- 2019 : Avengers: Endgame d'Anthony et Joe Russo : un agent du S.H.I.E.L.D.
- 2019 : La Belle et le Clochard (Lady and the Tramp) de Charlie Bean : Sarah
- 2022 : Il était une fois 2 (Disenchanted) d'Adam Shankman : Rosaleen
- 2024 : Vice-versa 2 (Inside Out 2) de Kelsey Mann : Coach Roberts (voix)

### Télévision
- 2002 : Sur écoute (The Wire) : (Saison 1, épisode 5) : femme dans un restaurant
- 2002 : For the People : Serveuse
- 2002 : Do Over
- 2003 : Girlfriends : Sherri Childs
- 2003 : The Big House : Eartha Cleveland
- 2003 : Mon oncle Charlie : Mandy
- 2004 : Sept à la maison : Leah Morris
- 2004 : Drake et Josh : Helen Dubois
- 2004 : Fat Actress : Femme dans un Restaurant
- 2004 : Phénomène Raven : Monica
- 2004 : Larry et son nombril : L'hôtesse de l'air
- 2005 : That '70s Show : Sergent Davis
- 2005 : La Guerre à la maison : Gardienne de sécurité à l'aéroport
- 2005 : Dr House : Ellen Stambler
- 2005 : Hot Properties
- 2005 : Sleeper Cell : Fatima
- 2005 : Half and Half : Ceci
- 2006 : Malcolm : Agent de sécurité
- 2007 : Entourage
- 2007 : The Loop : Isabelle Miller
- 2007 : The Office : Paris
- 2007 : Boston Justice : Doris Thumper
- 2007 : American Body Shop : Agent d'assurance
- 2008 : Kath and Kim
- 2009-2015 : Community : Shirley Bennett
- 2010 : Les Griffin : Infirmière
- 2010 : Les Puppies : L'agence canine : Cookie
- 2011 : Victorious S2E7: Helen Dubois
- 2011 : Chuck
- 2015-2017 : The Odd Couple : Danielle « Dani » Duncan
- Depuis 2015 : DC Super Hero Girls : la principale Amanda Waller
- 2016-2020 : Elena of Avalor : Luna
- 2017 - 2018 : The Mayor : Dina Rose
- 2018 - 2018 : Mom : Christie new sponsor
- 2019 : Dear White People : Evelyn Conners
- 2022 : Firebuds : premier secours : Chief Faye Fireson

### Jeux vidéo
- 2015 : Minecraft: Story Mode : Harper, créateur de PAMA[3]